# ESport Verband Österreich
Der eSport Verband Österreich (ESVÖ) wurde im Jahr 2007 mit dem Ziel gegründet, den E-Sport in Österreich zu fördern. Der ESVÖ setzt sich für das gesellschaftliche, mediale, wirtschaftliche und politische Vorantreiben des elektronischen Sports ein und sieht sich als erste Anlaufstelle für Interessenten. Zu den Mitgliedern des eSport Verband Österreich zählen rund 25 österreichische Vereine. Vorsitzender des ESVÖ ist Stefan Baloh.

## Geschichte
Der eSport Verband Österreich wurde im Jahr 2007 von mehreren österreichischen Vereinen nach einer einjährigen Planungsphase gegründet. Das erklärte Ziel war eine transparente, offene und demokratische Struktur, die in der Lage ist schnell und effizient zu agieren. Der ESVÖ ist in einer Board-Struktur aus allen beteiligten Bereichen aufgebaut, die bei Bedarf und ohne fundamentale Neustrukturierungen flexibel ergänzt werden kann. Der Boardspeaker wird durch die direkten Boardmember ernannt. Für den Fall von groben Meinungsverschiedenheiten wurde ein Schiedsgericht installiert, welches mit externen Juristen besetzt wurde, die nicht im E-Sport beheimatet sind.
Ein Jahr nach der Gründung wurde der ESVÖ am 11. August 2008, gemeinsam mit 8 weiteren Nationen, Gründungsmitglied der International eSports Federation, welche ihren Hauptsitz in Südkorea hat.
Im Jahr 2009 wurden erstmals die E-Sport Staatsmeisterschaften vom ESVÖ veranstaltet. Somit konnte der Titel „Österreichischer Meister“ vergeben werden. Die GAME CITY, bot den passenden Anlass für das Finale. Die bis 2017 jährlich stattfindenden E-Sport Staatsmeisterschaften ebneten den Weg für weitere Bewerbe und Ligen.
Zwischen 2010 und 2016 wurden Schulungen, Seminare und Weiterbildungen in das Programm des Verbands aufgenommen. Zusätzlich wurden weitere nationale Bewerbe, wie beispielsweise die Austrian Masters (PC Meisterschaften), die E-Sport League Austria (kurz: ELA) und die Austrian Nintendo Gaming League initiiert. 2016 feierte die GAME CITY, die in einer ihrer 4 Säulen durch den ESVÖ repräsentiert wird, ihr 10-jähriges Jubiläum.

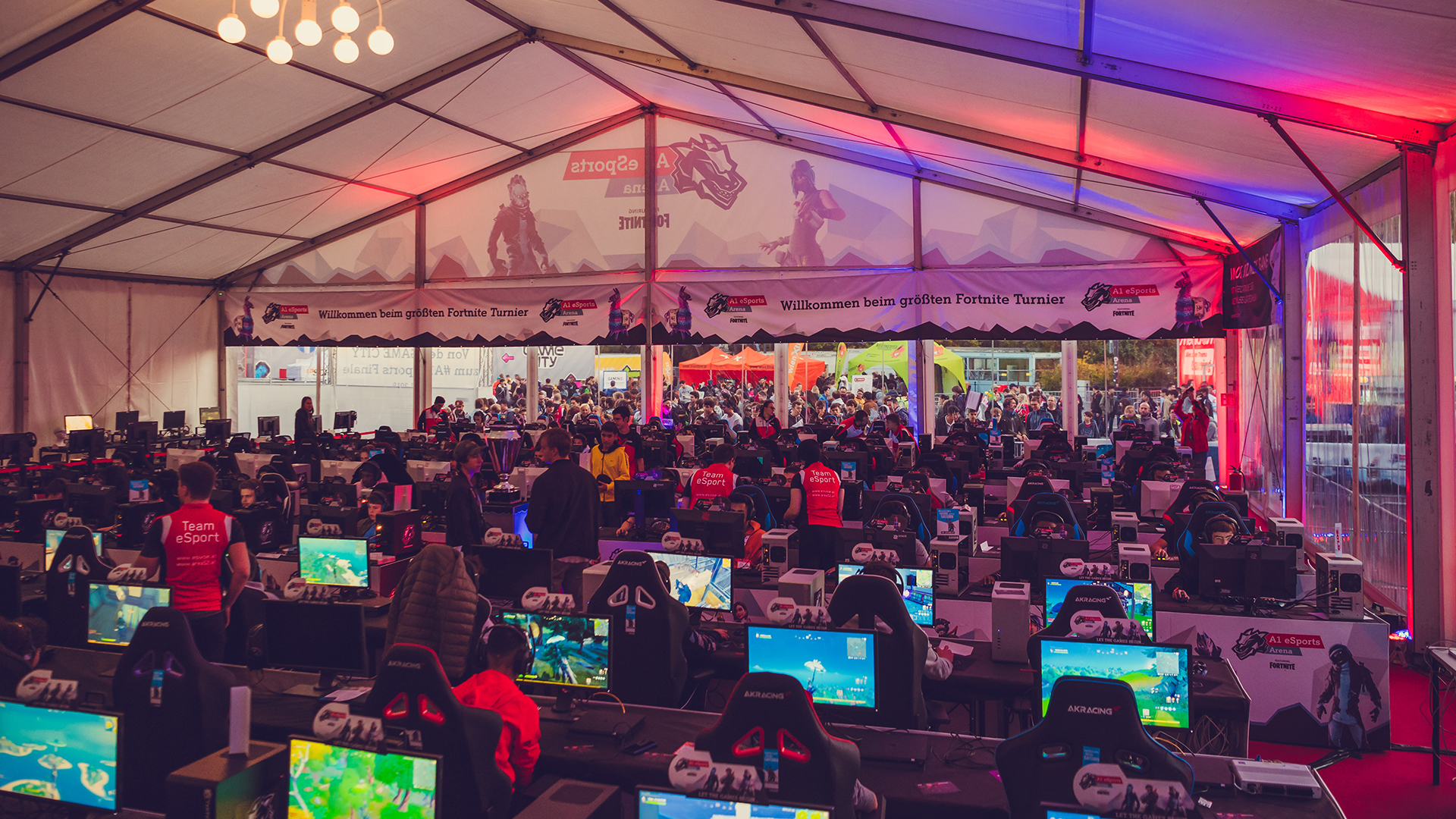
Die A1 eSports Arena im Jahr 2019. Rund 5.400 Spieler nahmen an dem Wochenende am Turnier teil.

Großen Aufschwung erlebte der österreichische E-Sport im Jahr 2017. Durch die Gründung der eBundesliga (Österreichische Fußball-Bundesliga) und der A1 eSports League Austria (A1 Telekom Austria) haben sich 2 große nationale Stakeholder dem E-Sport verschrieben. Dieser Aufschwung ward vom ESVÖ als „Zweiter Frühling des E-Sports“ bezeichnet. Der Verband konnte in der Gründungsphase der beiden Ligen unterstützend tätig sein. Zudem werden bei den Turnieren und Spieltagen der A1 eSports League Austria und der eBundesliga zertifizierte E-Sport Schiedsrichter des ESVÖ eingesetzt.
Der E-Sport Verband Österreich veranstaltete im Jahr 2018 eines der bis dato größten offline Turniere im deutschsprachigen Raum. Während der 2018 stattfindenden GAME CITY wurde auf 100 Gaming Stationen eine Fortnite Battle Royale Meisterschaft ausgetragen. In den 3 Eventtagen konnten sich gesamt rund 5.000 Teilnehmer in dem Spiel messen. Als Gesamtsieger konnte sich David C. („RLB Zoom“) krönen. 2019 fand eine weitere Auflage des Turniers – diesmal in Kooperation mit der A1 eSports League Austria – mit rund 5.400 Teilnehmern statt. Hier gewann der 16-jährige Tiroler Michael S. („geco“).
Im Jahr 2020 gründeten 23 Nationen – darunter auch der ESVÖ – die European Esports Federation (EEF) in Brüssel.
Die Verbandszentrale des eSport Verband Österreich befindet sich in Wien, im eSport Lokal, der AREA 52. 2021 arbeiten alle Funktionäre des eSport Verbandes ehrenamtlich ohne finanzielle Vergütung.

## Leistungen
Eine Mitgliedschaft im ESVÖ ist ausschließlich österreichischen eingetragenen Vereinen, die sich im E-Sport engagieren, vorbehalten. Zudem müssen Anwärter einer Mitgliedschaft seit mindestens 2 Jahren als Verein bestehen. Eine Mitgliedschaft ist kostenlos. Mitglieder des Verbands können lt. Angaben des Verbands auf folgende Leistungen des ESVÖ zurückgreifen:
- Vernetzung & Networking: Des ESVÖ ist Bindeglied zwischen E-Sport Turnierveranstaltern, LAN Party Organisatoren, Vereinsmitgliedern, E-Sportlern, Wirtschaft und Politik.
- Bundesweiter Hardware-Leihpool: Mitgliedervereinen des ESVÖ steht für Veranstaltungen der bundesweite Hardware-Leihpool kostenlos zur Verfügung
- Erstberatung bei Vereinsgründungen und Streitigkeiten mit Ligen oder Veranstaltern
- Mitglieder Discount (z. B. bei Buchungen des Trainings-Raums in der AREA52)
- Nationale Vertretung & Vermittlung gegenüber Politik, Medien und Wirtschaft
- Möglichkeit zur Teilnahme an offiziellen internationalen Turnieren
- Kostenlose Aus- und Weiterbildungsmöglichkeiten

## Erfolge von ESVÖ Sportlern bei den IeSF World Championship
Sportler des ESVÖ konnten mehrmals bei internationalen Wettkämpfen Erfolge feiern:
- 2012: Philipp monchi Simon – 1. Platz – StarCraft II[5]
- 2014: Urim Yhone Bajrami – 2. Platz – Hearthstone[6]
- 2016: Raffael GameKing Iciren – 1. Platz – Hearthstone[7]

## Schiedsrichterschulungen

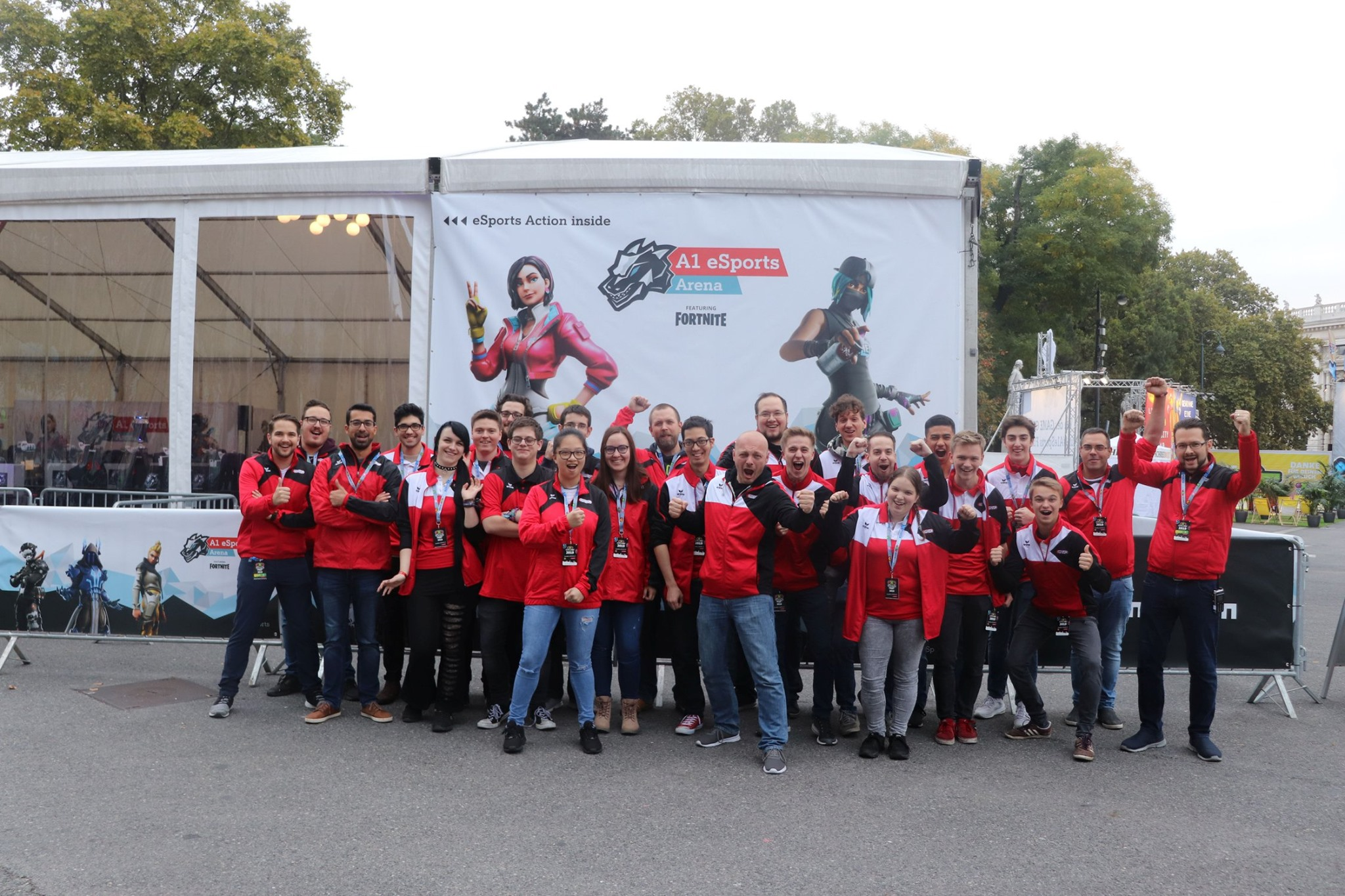
E-Sport Schiedsrichter des ESVÖ bei der GAME CITY 2019

Die E-Sport Schiedsrichter bilden lt. Angaben des ESVÖ das Rückgrat der österreichischen Turnierlandschaft. Seit dem Jahr 2010 zertifiziert der Verband mehrmals jährlich E-Sport Referees, die ihr Wissen bei nationalen Turnieren einsetzen. Die Schulungen sind in mehrere Phasen unterteilt und behandeln, neben der Grundschulung und Einführung in das E-Sport Schiedsrichterwesen, Spezialisierungen zu den Themen „Online Turnierleitung“, „Battle Royale“, „Ausbildung zum Head-Referee“, „Internationale Turniere“ und „Konsolen-Turniere“. Darüber hinaus werden in Bezug auf nationale E-Sport-Turniere und -Ligen Fokus-Schulungen zu spezifischen Games veranstaltet.
Die Kurse werden von Referees des E-Sport Verbands geleitet und kostenlos für Teilnehmer organisiert. Koordinator der ESVÖ Schiedsrichter und Leiter des Referee Boards ist Kevin Trau. Seit 2020 ist Marko Fritz, Schiedsrichter und Board Member des ESVÖ, der erste durch den IeSF zertifizierte internationale Referee Österreichs. 2021 war der ESVÖ an der Restrukturierung der internationalen Schulungsunterlagen des IeSF beteiligt.
2021 zählte der ESVÖ rund 150 aktive zertifizierte E-Sport Referees in Österreich.

## Wettbewerbe
Der ESVÖ veranstaltet oder veranstaltete unter anderem folgende Wettbewerbe:
- IeSF-World Championship[9]
- eSport trifft Sport[10]
- Fernwärme eSport Soccer Cup[11][12]
- Konsolen-Staatsmeisterschaft[13]
- Schulmeisterschaft[14]
- World Cyber Games Österreich[15]
- Austrian Masters
- Austrian Nintendo Gaming League
- Schulmeisterschaft im Rahmen der GAME CITY[16]